# Elizabeth Acton
Elizabeth Acton (?, Birmingham - 1923, Cambridge) fue una botánica, taxónomoa, y algóloga británica.

## Obra
- 1916. "On a new penetrating alga". New Phytologist XV (5-6): 97-103.

- 1909. "Botrydina vulgaris, Brébisson, a primitive Lichen". Ann. Bot. 23 (4): 579-586.

- 1909. "Coccomyxa subellipsoidea, a new member of the Palmellaceae". Ann. Bot. 23 (4): 573-578
- La abreviatura «E.Acton» se emplea para indicar a Elizabeth Acton como autoridad en la descripción y clasificación científica de los vegetales.[2]